# Achelia bullosa
Achelia bullosa är en havsspindelart som beskrevs av Child, C.A. 1996. Achelia bullosa ingår i släktet Achelia och familjen Ammotheidae. Inga underarter finns listade i Catalogue of Life.